# Kara Hayward
Kara Hayward (Andover (Massachusetts), 17 november 1998) is een Amerikaanse actrice.

## Filmografie

### Films
Uitgezonderd korte films.
- 2022: Slayers - als Flynn
- 2020: Drunk Bus - als Kat
- 2020: The Social Dilemma - als Cassandra
- 2019: Us - als Nancy / Syd
- 2019: To the Stars - als Iris Deerborne
- 2018: Isle of Dogs - als Peppermint (stem)
- 2016: Paterson - als studente
- 2016: Manchester by the Sea – als Silvie McGann
- 2014: Quitters – als Etta
- 2014: The Sisterhood of Night – als Emily Parris
- 2012: Moonrise Kingdom – als Suzy

### Televisieseries
Uitgezonderd eenmalige gastrollen.
- 2020: The Shadow Diaries - als Shana Secco - 12 afl.
- 2017: Haters Back Off! - als Amanda - 5 afl.

## Prijzen

### MTV Movie Awards
- 2012 in de categorie Meest Beloftevolle Actrice in de film Moonrise Kingdom – genomineerd.

### Young Artist Award
- 2013 in de categorie Beste Optreden in een Film in de film Moonrise Kingdom – genomineerd.

- Gemeinsame Normdatei: 1096797984
- International Standard Name Identifier: 0000 0004 4885 366X
- Library of Congress Control Number: no2013131929
- Virtual International Authority File: 305857161
- WorldCat: E39PBJhGYDKkHgFHgYFKW4BHG3